# Ertsberg (uitgeverij)
Ertsberg is een Vlaamse uitgeverij van voornamelijk non-fictieboeken. De uitgeverij wil het maatschappelijke debat verdiepen door het uitbrengen van informatieve boeken en begeleiden van auteurs naar een breder publiek.

## Geschiedenis
Uitgeverij Ertsberg werd in 2021 door Karl Drabbe en David Geens opgericht. Drabbe werkte voordien bij de uitgeverijen Pelckmans, Doorbraak en Vrijdag. In september 2024 werd bekend gemaakt dat de uitgeverij door Standaard Uitgeverij werd overgenomen.

## Auteurs (selectie)[5]
- Ludo Abicht
- Dyab Abou Jahjah
- Stijn Baert
- Gerard Bodifée
- Marc Bossuyt
- Wido Bourel
- Siegfried Bracke
- Kristof Calvo
- Eric Corijn
- Philippe De Backer
- Erik De Bruyn
- Ann De Craemer
- Peter De Keyzer
- Harry De Paepe
- Ivan De Vadder
- Marc De Vos
- Jean-Marie Dedecker
- Marc Descheemaecker

- Koen Dillen
- Jan Dumolyn
- Mark Elchardus
- André Gantman
- Alain Gerlache
- Assita Kanko
- Egbert Lachaert
- Bart Maddens
- Mark Nelissen
- Dirk Rochtus
- Björn Rzoska
- Rik Torfs
- Kathleen Van Brempt
- Bart Van Craeynest
- Luckas Vander Taelen
- Jef Verschueren
- Dany Verstraeten
- Lode Wils